# Aldea del Rey
Aldea del Rey és un municipi de la província de Ciudad Real a la comunitat autònoma de Castella-La Manxa. Limita al nord amb Valenzuela de Calatrava, al sud amb Villanueva de San Carlos, a l'est amb Calzada de Calatrava i Granátula de Calatrava i a l'oest amb Argamasilla de Calatrava.

## Demografia
| 1991  | 1996  | 2001  | 2006  |
| ----- | ----- | ----- | ----- |
| 2.370 | 2.240 | 2.109 | 2.015 |